# زلكيف كازدال
زَلكيف كازدال (بالتركية: Zelkif Kazdal)‏, (ولد:14 أيلول 1975 في ريزه, تركيا) حقوقي وسياسي تركي. ونائب سابق في البرلمان التركي في دورته (24) ممثلا عن حزب العدالة والتنمية.